# Campeonato Carioca de Futebol de 2005 - Segunda Divisão
O Campeonato Carioca da Segunda Divisão de 2006 foi a 29ª edição da segunda divisão do campeonato estadual de futebol profissional do Rio de Janeiro. A competição foi organizada pela Federação de Futebol do Estado do Rio de Janeiro (FERJ). Ao final da disputa, sagrou-se campeão e promovido à Primeira Divisão o Nova Iguaçu.

## Participantes
Participaram do Campeonato Estadual da Segunda Divisão de Profissionais as seguintes agremiações:
- Angra dos Reis Esporte Clube, de Angra dos Reis
- Bangu Atlético Clube, do Rio de Janeiro
- Boavista Sport Club, de Saquarema
- Bonsucesso Futebol Clube, do Rio de Janeiro
- Céres Futebol Clube, do Rio de Janeiro
- CFZ do Rio Sociedade Esportiva Ltda., do Rio de Janeiro
- Entrerriense Futebol Clube, de Três Rios
- Goytacaz Futebol Clube, de Campos dos Goytacazes
- Itaperuna Esporte Clube, de Itaperuna
- Associação Esportiva Independente, de Macaé
- Macaé Esporte Futebol Clube, de Macaé
- Mesquita Futebol Clube, de Mesquita
- Nova Iguaçu Futebol Clube, de Nova Iguaçu
- Clube Esportivo Rio Branco, de Campos dos Goytacazes
- São Cristóvão de Futebol e Regatas, do Rio de Janeiro
- Serrano Foot Ball Club, de Petrópolis
- O Independente substituiu o Casimiro de Abreu.
- O Entrerriense e Rio Branco deixaram o campeonato.